# Rigovanje 3D modela
Rigovanje 3D modela je postupak pri kom se ubacije "kostur" u 3D model, da bi mogao da se pomera, animira. 3D modeli se uvek pre animiranja riguju, jer ako model nema kostur, ne može da se animira. Dakle rigovanje je bukvalno ubacivanje kostiju i zglobova u 3D model.  Rigovanje je jedan od najzamornijih poslova u 3D industriji, i traži dosta strpljenja, ali uz dovoljno iskustva postaje jako lagano i zanimljivo.

## Rigovanje
Svi smo nekad u životu gledali animirane filmove, poput diznijevih filmova(eng. "disney"), ili nekad u odigrali neku video igru. Svi likovi u animiranim filmovima i video igrama su 3D modeli. Izmodelovani, animirani, i teksturisani softverski. Da bi likovi mogli da se animiraju za video igre, filmove reklame i sl. moraju imati kostur. Kostur se sastoji iz kostiju, i zglobova. Rigovanje može biti jako kratko i lako, ali opet može biti jako i dugačko u zavisnosti od potrebe 3D modela. Ako model treba da bude statičan, to je relativno lako napraviti i može se uraditi za dan ili dva, ali ako je u pitanju film ili video igra, takvi modeli se riguju danima, pa čak i nedeljama. Rigovanje se sastoji iz tri postupka: postavljanje kostura, skinovanje, i postavljanje kontrola(koje omogućuju animatoru da preciznije pomera udove 3D modela. Jedna od stvari kod rigovanja na koju treba da se obrati pažnja je da hijerarhija bude lepo i urednu poređana i imenovana, da bi animator mogao da se snađe. 

#### Kosti (džointi)
Kosti odnosno džointi su najbitnija stvar kod rigovanja, bez njih model neće moći da se pomera. Kosti imaju bukvalno istu ulogu, kao kosti u ljudskom telu. Ako bi želeli da napravimo kosti ruke, imali bi zglob, za klavikulu, rame, lakat, šaku. Tako bi animator mogao pomerati ruku realistično. Da bi posle postavljanja celog kostura moglo da se nastavi sa postupkom rigovanja, moraju se ispoštovati neke stvari da bi rig lepo radio odnosno da bi se lik pomerao realistično. Svaki zglob mora biti dobro okrenut, hijerarhija mora biti pravilna, što znači da svaki zglob bude roditelj sledećeg zgloba u lancu, okrenutosti zglobova moraju biti na "0". Kod okretanja kostiju je jako bitno, da se x i y ose poklapaju kod svakog zgloba u lancu, a da x osa bude uperena ka detetu u tom lancu. Kada su ove stvari urađene kako treba prelazi se na sledeću fazu zvanu skinovanje. Zglobovi ne moraju uvek biti korišćeni da bi "vozili" svoje "dete" (eng. "child") zglobove, mogu se koristiti i da bi držali geometriju modela u mestu, npr. kod globova na šakama, koleno, upečatljivi misići (bicepsi, tricepsi).
Postoje dve vrst lanaca zglobova, i to su FK (eng. "Forward Kinematics") i IK (eng. "Inverse Kinematics"). Postavljanje kostur modela treba da bude sto približnije kosturu čoveka, životinje, ili bilo kakvog drugog organizma koji se riguje. Ruke, noge i kičma, moraju imati i FK i IK lance zglobova, jer obe stvari mogu biti potrebne animatoru. To znači da treba imati po tri leve i desne noge, i po tri leve i desne ruke. Zašto tri? Zbog toga što će jedan ud biti, IK; drugi FK, i treći glavni ud, koji će da se pretvara u IK ili FK ud. Da bi se glavni ud pretvaraio u jedan od ova dva, postoji kontrola kojom će animator menjati IK u FK, i obrnuto. Ta kontrola se može namestiti preko skripte, odnosno koda, driven key metodom, i node editorom.

###### FK lanac zglobva
FK Lanac zglobova se zasniva na roditelj-dete vezama. Npr. FK ruka, izgleda tako što postoji kontrola, za klavikulu, rame, lakat, i šaku, lika. Tako da, kada pomerimo klavikulu, cela ruka se pomera. Kada pomerimo rame lika, samo lakat i šaka se pomeraju, i kada pomeramo lakat, samo šaka se pomera. Kontrola za FK lanac, se sme SAMO rotirati, ne sme se pomerati napred-nazad-levo-desno iz razloga što će to poremetiti kostur lika. FK lanac zglobova se koristi kada udovi treba da prade kičmu lika. Npr. ako lik hoda, skače, trči, itd.

##### IK lanac zglobova
Zasniva se na željenom uglu savijanja lanca. Kod ovakvog tipa lanca, se prave dve kontrole samo, i to su za šaku, i lakat, odnosno stopalo i koleno. Radi pomoću ručke(ručica je tu da vozi ud) za koju je konektovana kontrola, pomeranjem kontrole stopala, se pomera cela noga. Ugao savijanja je srednji zglob, zbog toga IK lanac mora sadržati samo tri zgloba: kuk, koleno stopalo, odnosno, rame, lakat, šaku. IK kontrole se smeju pomerati i napred-nazad-levo-desno, i mogu se rotirati. IK lanac se koristi kada udovi treba da budu statični, zalepljeni na podlogu. Npr. lik radi sklekove, zgibove, čučnjeve, itd.

##### IK i FK kičma
FK i IK kičma rade jako slično, jedina razlika je što IK kičma mora imati mogućnosti za rastezanje i uvijanje.

#### Skinovanje
Skinovanje se vrsi tako sto, nakon postavljanja i sređivanja kostura za model, lepljenje tog kostura za model. Već posle lepljenja kostura za geometriju modela, model može da se pomera, međutim, geometrija će se izobličit nepredvidivo, i nepravilno, tokom pomeranja. Tu dolazi postupak skinovanja. Skinovanje je dodavanje uticaja zglobova na geometriju modela. Na taj način se pegla geometrija modela, da se ponaša prirodno dok se model pomera. Kod skinovanja postoje razne tehnike pored osnovne alatke (eng. "pain skin weights"), tu su: (eng. "hammer skin weights"), ili korišćenjem alatke za vajanje (eng. "sculping tool")

#### Postavljanje kontrola
Da bi lik mogao lakše da se animira, postavljaju se kontrole koje će upravljati zglobovima. Pomeranje samih zglobova nije dobro jer oni imaju svoje određene položaje i okrenutosti, i ako bi smo ih pomerili, onda ne bi smo znali koji je početni položaj u slučaju da želimo da vratimo model u početni položaj. Kontrole takođe imaju svoje položaje i okrenutosti, s tim što su one slepljene na zglobove pa su samim tim "0". Kontrole su najčešće primitivni objekti, poput kružnica, kocki, lopti, itd. Slepljivanje kontrola za zglobove se vrši alatkama za ograničenja (eng. "constrain"). Alatke za ograničenja koje se koriste su: roditelj, tačka, okrenutost, stubični vektor, i takođe ciljanje ograničenje

## Postavljanje kontrola i ograničenja

### Ograničenja
Ograničenja načini spajanja kontrola i zglobova.

#### Roditelj ograničenje
Izraz "poroditeljiti"(eng. parent), taj izraz počinje od ovog ograničenje. Roditelj ograničenje je ograničenje koje se ponaša kao roditelj jednog ili više objekata. To znači da ako je lopta roditelj kocki, da ako pomeramo loptu, pomeraće se i lopta i kocka, međutim ako pomeramo samo kocku, onda će se samo kocka i pomerati.

#### Tačka ograničenje
Kod tačka ograničenja, dete prati roditelja samo po pomeranje x,y,z ose, i to pomeranje ne ukljucuje okretanje.

#### Okrenutost ograničenje
Kod ovog ograničenja, dete prati samo okretanje roditelja.

#### Stubični vektor ograničenje
Kod stubični vektor ograničenja, kako se dete pomera, tako ga roditelj prati. Ovakav tip ograničenja se koristi kod laktova i kolena. 

#### Ciljanje ograničenje
Ciljanje ograničenje se obično koristi kod očiju likova. Radi tako što kad roditelj gleda gde je dete i tako se okreće, odnosno roditelj prati dete, samo okretanjem.

### Postavljanje kontrola
Kao što smo napomenuli malo pre, kontrole su jako bitna stava kod rigovanja zbog toga što je animatoru mnogo lakše da pomera lika, i zbog toga što se kostur ne sme pomerati, niti okretati, kontrole su tu da pomeraju i okreću zglobove kostura. Prave se od krivih. Kontrole osim što sadrže opcije za okretanje, pomeranje po osama, i menjanja veličine( što se ne koristi u rigingu), moraju imati i mogućnosti. Kontrola koja menja IK u FK mora imati opciju koja će govoriti glavnom udu da li da se pretvori u FK ud ili u IK ud. Kontrola za kičmu, mora imati dodatnu mogućnosti za uvijanje i rastezanje. U slučaju da nemamo kontrolu za lakat i kolena, kod IK udova u kontrole za šake i stopala možemo ubaciti mogućnosti koje će upravljati okretanjem kolena i laktova. Kontrole za šake mogu imati dodatne mogućnosti za svaki prst pojedinačno. Isto važi i za kontrolu stopala. Svaka kontrola, mora imati svoju grupu, i biti centrirana na željeni zglob. Grupe su jako bitna stavka, jer grupa drzi koordinate zgloba, a sve sto je u grupi, ima translacije i okretanja, nula, što je jako bitno, jer kada se završe kontrole, i krene se sa animiranjem, animator ima mogućnost da vrat sve u početni položaj. Da bi jedna kontrola mogla da upravlja više stvari, za to se koristi opcija vođen ključ (eng. "driven key"). Takođe treba primenjivati (eng. "blend shape"). Kontrole takođe mogu kontrolisati i deformere.

#### Deformeri
Postoji mnogo drugačijih deformera, i oni se koriste kod 3D modelovanja, ali i kod riginga je jako korisno. Deformer sadrže algoritme, koji mogu da pomerarju veće delove geometrije 3D modela. i kao takvi mogu biti poroditeljen za kontrole. Ovo je jako bitno za pravljenje kontrola za lice. Pomereanje obraza, ušiju i sl.

#### Blend shape
Ovo je opcija koja omogućava da jedan objekat pređe u drugi objekat, ili promeni položaj sa početne, na položaj drugog objekta. Ovo se koristi za sinhronizovanje govora, pomeranje usana, i jezika. Kod izražavanja lica, podizanje obrva, zatvaranje i otvaranje očiju, podizanje i spuštanje obraza . Npr. ako želimo da pomeramo obrve. Povećemo zablend shape na klizač, koji ima vrednosti od 0-100, da bi mogao podići, odnosno spustiti obrvu. Jedina loša strana kod ovoga je što je mogućnost menjanja veoma ograničena, pa iz tog razloga animatori dobiju i normalno rigovano lice, i blend shape lice.

##### Vođen ključ
Da bi se ubrzalo animiranje, riger, može koristiti vođene kljuceve, koji omogućavaju da jedna radnja kontrolise više stvari. Ako bi smo uzeli pesnicu, svi prsti se mogu skupiti u pesnicu samo jednom kontrolom. Vođen ključ se sastoji iz objekta koji "vozi" drugi objekat. Upravljač kontrolise sve dozvoljene atribute objekta koji biva vožen. Vođen ključ funkcionise poput običnog key frame-ovanja. Kada je atribut za pesnicu na kontroli šake 1, onda se šaka skupi u pesnicu, kada je 0, onda se raširi. Vođen ključ se može koristi sa bilo kakvim objektom na sceni.

##### Kontrole za FK ruke, noge i kičmu
Kao što smo pomenuli, FK ruke i noge se paziraju na konekcijama, roditelj-dete. Što znači da se koristi roditelj ograničenje i okrenutost ograničenje. Svakoj kontroli treba staviti na njihove zglobove, i onda primeniti okrenutost ograničenje . Kada se to uradi, onda treba poroditeljiti kontrole, da kada se pomeri kontrola za klavikulu, da se pomere kontrole sa sve rukom, svaka kontrola u lancu mora biti roditelj sledeće kontrole u lancu. Naravno, poželjno bi bilo da i prsti imaju svoje FK kontrole. Isti postupak treba primeniti i za prste, i za kičmu(ako je FK kičma).

##### Kontrole za IK ruke, noge i kičmu
Kontrole za IK ruke noge se mogu pomerati po svim osama, i mogu se okretati. Potrebno napraviti napraviti IK ručicu, spojiti je od ramena do šake, odnosno od kuka to stopala. Kontrola i ručica treba da imaju tačka ograničenje, a ista kontrola, i zglob stopala, treba da imaju okrenutost ograničenje. Kontrola za koleno, se treba precizno centrirati na zglob kolena, potom odaljiti, u određenoj osi. Kontrola kolena, odnosno lakta, i IK ručica moraju biti pod stubični vektor ograničenje. IK ručica za kičmu je drugačija od obične iz razloga što ona u sebi sadrži krivu, i ta kriva, upravlja lanacem. Ova ručica ne mora imati maksimum tri zgloba, već treba imati onoliko koliko napravljena kičma ima. Glavna kontrola, odnosno kontrola kuka, kod IK kičme, treba imati opcije za uvijanje i istezanje.